# Prostheceraeus giesbrechtii
Planaire bleue de Méditerranée
Espèce
Prostheceraeus giesbrechtii, la Planaire bleue de Méditerranée, est une espèce de vers plats marins  du genre Prostheceraeus (famille des Euryleptidae).

## Systématique
Le nom valide complet (avec auteur) de ce taxon est Prostheceraeus giesbrechtii Lang, 1884. Ce nom a été choisi en l'honneur du zoologiste Wilhelm Giesbrecht.
Il était considéré par certains auteurs comme la même espèce que Prostheceraeus roseus, mais la base de données World Register of Marine Species (23 novembre 2023) distingue bien les deux espèces.